# 勞爾·格里哈爾瓦
勞爾·曼努埃爾·格里哈爾瓦（英語：Raúl Manuel Grijalva，1948年2月19日—2025年3月13日）是美國政治人物，生前曾任美國眾議院代表亞利桑那州第七國會選區。

## 外部連結
- Congressman Raul Grijalva （页面存档备份，存于） official U.S. House website
- Grijalva for Congress （页面存档备份，存于） campaign website
- C-SPAN內的頁面（英文）
- 中的“勞爾·格里哈爾瓦”
- 美國國會國家人物傳記大辭典中的傳記
- 由華盛頓郵報維護的投票記錄
- 智慧投票计划中的傳記、投票紀錄及利益集團評級
- 聯邦選舉委員會中的競選財務報告和數據